# روبرت ليندسي (سياسي)
روبرت ليندسي (بالإنجليزية: Robert Lindsay)‏ هو سياسي أمريكي، ولد في 1895. حزبياً، نشط في الحزب الديمقراطي.